# Девочки из Эквестрии. Игры дружбы
Девочки из Эквестрии. Игры дружбы (англ. My Little Pony. Equestria Girls. Friendship Games) — американский мультфильм, созданный студиями Hasbro Studios и DHX Media в 2015 году. Мультфильм является продолжением предыдущих частей — «Девочки из Эквестрии» и «Девочки из Эквестрии. Радужный рок».
Школа Кантерлота встречается со своим соперником, Кристальной Академией, в традиционном соревновании — Играх Дружбы. Сансет Шиммер поручено следить, чтобы магия не нарушила правила игр, пока она и её друзья соревнуются с лучшими из студентов Кристальной Академии, во главе с кем-то, также интересующимся магией Эквестрии — Искоркой из этого мира!

## Сюжет
Мультфильм начинается с Сансет Шиммер, бегущей по городу к школе. Радуга Дэш попросила всех своих подруг из группы «Рэйнбумс» срочно явиться к ней: как позже оказалось, она лишь хотела поиграть на своей гитаре, а её струна оказалась порвана. Девочки заменяют струну и идут в холл. Сансет же остается и пишет Сумеречной Искорке о том, что её жизнь течёт хорошо и плавно после случая с сиренами. Но внезапно кто-то приезжает к школе и подходит к памятнику со странным прибором. Сансет это замечает и бежит за незнакомкой, но она успевает сесть в автобус. Оказывается, та самая незнакомка — Искорка из мира людей.
Искорка-человек учится в Кристальной академии и очень хочет поступить в более престижное заведение — Эвертон, что говорится в песне «What More Is Out There». Она держит в портфеле пса Спайка, а также желает узнать о мистике школы Кантерлот. Директриса Синч вызывает её к себе в кабинет и хочет, чтобы та участвовала в Играх Дружбы, или она не даст Искорке путь в Эвертон. Искорка соглашается.
Тем временем Сансет Шиммер узнаёт от подруг, что Кантерлот ни разу не выигрывал на играх. Через несколько минут, Радуга с песней «CHS Rally Song» вдохновляет Вандеркольтов. Во время апогея песни у Радуги вырастают уши и крылья пони, что очень удивляет Эпплджек — ведь их магия проявлялась лишь при игре на музыкальных инструментах. Завуч Луна поручает Сансет разгадать эту тайну, а её подругам — держать магию под контролем, ибо это запрещено правилами Игр.
Приехав в Школу Кантерлота со своими однокурсниками, Искорка осматривает школу, но случайно её амулет, созданный ранее, забирает магию из Рарити: как раз в этот момент та показывала своим подругам новые наряды, чем и проявила магию. Девушки заметили Искорку и были рады ей, но оказалось, что это совсем не та Искорка. Сансет хотела узнать, как дела у Искорки из мира пони, но кулон Искорки-человека забрал магию Сансет и закрыл портал между мирами.
Пинки Пай поручили сделать вечеринку, и та, дабы развеселить публику, притаскивает пару своих пушек, из-за чего появляется и её магия, которую тут же крадёт устройство Искорки. Чуть позже кулон случайно открывает портал в мир пони (а именно — в Вечнозелёный лес), но Искорка успевает закрыть его до того, как кто-то замечает странности.
На следующий день начинается академическое десятиборье — первый тур Игр Дружбы. Вандеркольты Кантерлота соревнуются с Шедоуболтами — командой Кристальной Академии — в различных школьных дисциплинах: химии, домоводстве, трудах, а также в конкурсе по произношению «Spelling bee», который оканчивается вничью. Сансет и Искорка оказываются один на один в соревновании по математике, и Искорка его выигрывает. Весь эпизод сопровождается песней «ACADECA», где обе команды поют о том, что унизят соперника, несмотря ни на что — Шедоуболты уверены, что им, как всегда, поможет их репутация, но воодушевлённые магией Рэйнбумс Вандеркольты также не намерены сдаваться.
После, Флаттершай сидит во дворе школы, и её замечает Искорка. Флаттершай поздравляет Искорку с победой, но не понимает, почему Шедоуболты не были рады за неё. Выясняется, что в Кристальной Академии это не принято, так как победа для них — обычное дело. Дабы поддержать соперницу, Флаттершай даёт ей своего кролика Энджела, тем самым проявив свою магию доброты, но эта магия «высасывается» в кулон Искорки. Пытаясь догнать появившегося из портала рогатого кролика, Спайк запрыгивает вслед за ним, но попадает под энергетический разряд. После этого пёс обретает возможность говорить, как и его двойник-дракончик из Эквестрии.
Участницы команд переодеваются в спортивные наряды, и начинается второй тур, состоящий из стрельбы из лука, роллер-спорта и мотокросса. В соревновании по стрельбе Искорка не может нормально попасть в мишень, но ей помогает Эпплджек, у которой кулон вновь забирает магию. Искорка падает, пытаясь прекратить действие кулона, и тот открывает множество порталов в Вечнозелёный лес, откуда начинают лезть гигантские хищные растения и мешать играм. Радуга справляется с одним из таких растений и помогает Сансет, и у неё тоже проявляется магия. Искорка закрывает порталы, но кулон забирает магию Радуги. Увидев, что натворила Искорка, Сансет срывается на неё, говоря, что та имеет дело с вещами, суть которых она не понимает. Видя это, Директриса Синч обвиняет Селестию и Луну в использовании магии, но при этом становится заинтересованной в амулете Искорки, и решает использовать его как «ответную реакцию».
Вечером того же дня объявляется третий тур Игр — захват флага. Но он так и не состоялся: шантажируемая директрисой и Шедоуболтами под песню «Unleash The Magic», Искорка открывает кулон и превращается в нечто похоже на человека-аликорна, после чего в безумии открывает порталы в мир пони, угрожая тем самым жизни как Вандеркольтов, так и своих сокурсников. Сансет разбивает кулон, после чего превращается в такое же существо и благодаря магии дружбы побеждает Искорку. Искорка извиняется перед всеми, Шедоуболты также признают свою вину. Директриса Синч обещает пожаловаться в Управление образования, но Селестия, Луна, декан Каденс и Спайк намекают, что там ей никто не поверит.
В конце концов, победителями были объявлены обе команды, а Искорка, поняв, что даже в престижном Эвертоне она ничего не узнает о дружбе, решает перевестись в Кантерлот, с разрешения Каденс. Рэйнбумс с радостью принимают новую подругу, а Сансет наконец понимает, как работает магия Эквестрии в их мире. В сцене перед титрами Искорка из мира пони выходит из портала и замечает вместе со своими друзьями другую Искорку, и весьма этому удивляется.

## Актёрский состав
Синим цветом отмечены ученики и персонал Старшей школы «Кантерлот», фиолетовым — Кристальной Академии.
| Персонаж              | Актёр (актриса)                           |
| --------------------- | ----------------------------------------- |
| Сумеречная Искорка    | Тара Стронг (речь) Ребекка Шойкет (вокал) |
| Флаттершай            | Андреа Либман                             |
| Пинки Пай             | Андреа Либман                             |
| Директор Селестия     | Николь Оливер                             |
| Декан Каденс          | Бритт Маккилип                            |
| Шугаркоут             | Сиенна Бонн                               |
| Радуга Дэш            | Эшли Болл                                 |
| Санни Флейр           | Бритт Ирвин                               |
| Сансет Шиммер         | Ребекка Шойкет                            |
| Эпплджек              | Эшли Болл                                 |
| Спайк                 | Кэти Уэслак                               |
| Индиго Зэп            | Келли Шеридан                             |
| Рарити                | Табита Сен-Жермен                         |
| Лемон Зест            | Шеннон Чан-Кент                           |
| Соур Свит             | Шерон Александер                          |
| Директор Синч         | Айрис Куинн                               |
| Шайнинг Армор         | Эндрю Френсис                             |
| Флеш Сентри           | Винсент Тонг                              |
| водитель автобуса     | Винсент Тонг                              |
| Фото Финиш            | Табита Сен-Жермен                         |
| Микро Чипс            | Джеймс Кирк                               |
| Сандлвуд              | Винсент Тонг                              |
| Лира Хартстрингс      | Эшли Болл                                 |
| Бон-Бон (Свити Дропс) | Андреа Либман                             |
| закадровый голос      | —                                         |